# Edmond Desca

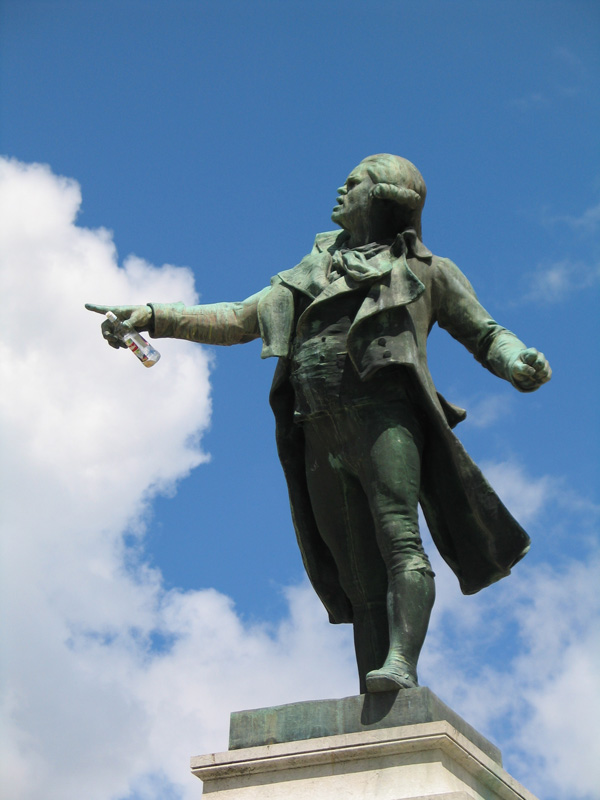
Edmond Desca, staty av Danton i Tarbes.

Edmond Desca, född den 16 november 1855 i Vic-en-Bigorre, död den 22 juni 1918 i Paris, var en fransk skulptör.
Desca var först marmorhuggare och studerade sedan vid konstakademien i Paris. Han utförde ett stort antal monumentala arbeten: relieferna De frivilligas avtåg och Danton ordnande hallarnas kvinnor (i staden Paris ägo), en fontän i Tarbes, Örnjägaren (i parken Buttes-Chaumont), Vakan (museet i Nancy), Revanche (i konstnärens födelsestad) med flera. 